# Руїно
Руїно (італ. Ruino) — муніципалітет в Італії, у регіоні Ломбардія,  провінція Павія.
Руїно розташоване на відстані близько 430 км на північний захід від Рима, 65 км на південь від Мілана, 32 км на південь від Павії.
Населення — 737 осіб (2014).

## Демографія
Населення за роками:

Станом на 31 грудня 2014 року в муніципалітеті офіційно проживало 46 іноземців з 5 країн, серед них 34 громадяни країн Євросоюзу та 9 громадян України.

## Сусідні муніципалітети
- Боргоратто-Мормороло
- Каміната
- Каневіно
- Фортунаго
- Монтальто-Павезе
- Нібб'яно
- Рокка-де-Джорджі
- Валь-ді-Ніцца
- Вальверде
- Цаваттарелло